# Garnat-sur-Engièvre
Garnat-sur-Engièvre è un comune francese di 750 abitanti situato nel dipartimento dell'Allier della regione dell'Alvernia-Rodano-Alpi.

## Società

### Evoluzione demografica
Abitanti censiti